# Francesco Corradini (Komponist)
Francesco Cor(r)adini (Francisco Corradigni; * um 1700 in Venedig; † 14. Oktober 1769 in Madrid) war ein italienischer Komponist.

## Leben
Francesco Corradini erste Erwähnung in Neapel war 1721, im Zusammenhang mit der Aufführung seines Oratoriums Il glorioso S. Giuseppe sposo della beata vergine. Hauptsächlich wurde er als Komponist von Opern und Zarzuelas bekannt. 1728 ging er nach Spanien und wurde Vizekapellmeister des Fürsten von Campofiorito in Valencia. Ab 1731 wirkte er als Opernkomponist für verschiedene Häuser in Madrid. Nach der Krönung Ferdinand VI. 1747 wurde er zum Orchesterdirektor des Teatro del Buen Retiro berufen; er teilte die Position mit Francesco Corselli und Giovanni Battista Mele. 
Corradini prägte in Madrid gemeinsam mit dem Dichter José de Cañizares (1676–1750) eine Gattung der Oper, in der spanische Dramaturgie und italienische Musik verschmolzen.

## Werke
- Lo ’ngiegno de le femmene, commedia in musica, UA 1724
- L’aracolo de Dejana (Libretto: Francesco Antonio Tullio), commedia boscareccia, UA 1725
- Il premio dell’innocenza, ovvero Le perdite del’inganno (Libretto: Carlo de Palma), dramma per musica, UA 1725
- Folla Real, que en celebridad de los años de la Magestad de la Reina Isabela [... hace] cantar el Excelentissimo St. Principe de Compoflorido [Bacocco e Serpilla], intermezzi, UA 1728
- El emperador Oton en un real sitio cerca de Roma [Ottone in Villa] (Libretto: Domenico Lalli), melodrama/dramma per musica, UA 1728
- Con amor no ay libertad (Libretto: José de Cañizares), melodrama armónico al estilo de Italia, UA 1731
- Milagro es hallar verdad (Libretto: José de Cañizares), zarzuela UA 1732
- Trajano en Dacia, y cumplir con amor, y honor (Libretto: José de Cañizares), drama para representarse en musica, UA 1735
- Vencer y ser vencido, Anteros y Cupido (Libretto: Joaquín de Anaya Aragónes), zarzuela, UA 1735
- Dar el ser hijo al padre (nach Pietro Metastasios Artaserse), melodrama armónico, UA 1736
- El ser noble es obrar bien (Libretto: José de Cañizares), drama para música, UA 1736
- Serenata a los Reales desposorios de [...] Don Carlos de Borbón y Doña María Amalia de Saxonia, Monarcas de ambas Sicilias, drama armónico, UA 1738
- La Clizie [Clicie y el Sol] (Libretto: José de Cañizares), drama armónico, UA 1739
- La Elisa, Burlas y veras de amor (Libretto: José de Cañizares), drama armónico, UA 1739
- El Thequeli [La amazona de Mongat y aventuras de Tequeli] (Libretto: Narciso Agustín Solano y Lobo), ópera métrica, UA 1744 Madrid
- La Briseida (Libretto: José de Cañizares), serenata armónica, UA 1745
- La más heroica amistad y el amor más verdadero (Libretto: Manuel Guerrero nach Metastasios L’olimpiade), drama músico, UA 1745
- La clemenza di Tito (Libretto: Pietro Metastasio), dramma per musica, UA 1747 (1. Akt von Francesco Corselli, 3. Akt von Giovanni Battista Mele)
- Il Polifemo (Libretto: Paolo Antonio Rolli), dramma per musica, UA (1. Akt von Corselli, 3. Akt von Mele)